# Łukawica (województwo świętokrzyskie)
Łukawica – wieś w Polsce położona w województwie świętokrzyskim, w powiecie staszowskim, w gminie Staszów.
W latach 1975–1998 miejscowość położona była w województwie tarnobrzeskim.

## Dawne części wsi – obiekty fizjograficzne
W latach 70. XX wieku przyporządkowano i opracowano spis lokalnych części integralnych dla Łukawicy zawarty w tabeli 1.

| Nazwa wsi — miasta  | Nazwy części wsi — miasta                                                                                          | Nazwy obiektów fizjograficznych — charakter obiektu |
| ------------------- | --- | --- |
| I. Gromada WIŚNIOWA | | |
| 1. Łukawica         | 1. Chrapy-Kolonia 2. Kaczkówka 3. Kalugi 4. Las pod Łukawicą 5. Łukawica Druga 6. Łukawica Pierw- sza 7. Ryłowskie | 1. Chrapy-Kolonia — pole 2. Dodatki — pole 3. Judkówka — pole 4. Kaczkówka — las, pole 5. Kaczycki Las — las 6. Kalugi — pole 7. Las Grocholski — las 8. Las pod Łukawicą — pole 9. Las Turski — las 10. Osoliński Las — las 11. Pęcławskie — pole, las 12. Rozdoły — pole, łąka 13. Ryłowskie — pole 14. Słaboszowski Las — las 15. Stawki — krzaki, las |

## Historia
Najprawdopodobniej nazwa pochodzi od pierwszego właściciela z rodu Łukawskich. Podczas napływu niemieckich kolonistów jako pierwszy osiedlił się w niej S. Gerscher. Razem z późniejszymi osadnikami ufundowali oni figurę „Jezusa Frasobliwego”, która przetrwała do czasów obecnych i stanowi świadectwo historii Łukawicy.
Pierwsze wzmianki o Łukawicy w księgach parafialnych Wiązownicy Kolonii zamieszczone zostały w 1826 roku, kiedy to została pochowana pierwsza mieszkanka Łukawicy Marianna Grzesik, w rok później odnotowany został pierwszy chrzest, a w 1828 roku pierwszy ślub. Ówczesną właścicielką wsi była Anna Chrząstowska, zmarła w 1848 roku.
Wieś do roku 1915 należała do gminy Górki. W latach 1915–1954 należała do gminy Jurkowice.

### Infrastruktura
W miejscowości wydobywany jest piaskowiec, który służy do budowy domów i ogrodzeń.
Łukawica liczy 85 domów, jest to jedna z mniejszych miejscowości gminy Staszów.

### Przyroda
Przez Łukawicę przepływa rzeka Korzenna (dopływ Kacanki), która dzieli wieś na dwie części: dolną i górną. Łukawica otoczona jest lasami.

## Religia
Wierni kościoła rzymskokatolickiego należą do parafii św. Michała Archanioła w Wiązownicy-Kolonii. Miejscowość znajduje się na odnowionej trasie Małopolskiej Drogi św. Jakuba z Sandomierza do Tyńca, która to jest odzwierciedleniem dawnej średniowiecznej drogi do Santiago de Compostela.